# Mašková
Mašková (hongrois : Maskófalva) est un village de Slovaquie situé dans la région de Banská Bystrica.

## Histoire
La première mention écrite du village date de 1332.

## Démographie

### Évolution de la population
| Année:               | 1994. | 2004.   | 2014.    | 2024.   |
| -------------------- | ----- | ------- | -------- | ------- |
| Nombre de personnes: | 291   | 288     | 326      | 331     |
| Différence:          |       | -1,03 % | +13,19 % | +1,53 % |

| Année:               | 2023. | 2024.   |
| -------------------- | ----- | ------- |
| Nombre de personnes: | 327   | 331     |
| Différence:          |       | +1,22 % |